# Abdelrahman Kashkal
Abdelrahman Ali Mahmoud Kashkal (* 25. August 1987) ist ein ägyptischer Badmintonspieler.

## Karriere
Abdelrahman Kashkal gewann 2007 bei den Panarabischen Spielen Silber im Herrendoppel sowie Bronze im Herreneinzel und mit dem Team. Bei der Badminton-Afrikameisterschaft 2011 wurde er Dritter im Doppel, 2012 Zweiter im Einzel. 2010 siegte er bei den Morocco International im Mixed. Gemeinsam mit Hadia Hosny gewann er das Mixed bei den Botswana International 2013.